# Dicranomyia (Caenoglochina) paucilobata
Dicranomyia (Caenoglochina) paucilobata is een tweevleugelige uit de familie steltmuggen (Limoniidae). De soort komt voor in het Neotropisch gebied.